# 숭선군 (조선 전기)
숭선군(嵩善君, 1488년~1544년)은 조선시대 전기의 왕족으로 조선 세조의 서손자이며 덕원군과 그의 넷째 부인 배창녕군부인 창녕 성씨 소생이다. 시호는 문헌(文憲)이다. 기묘사화에 연루되어 유배살이를 하다가 석방되었다. 조선 후기의 왕족 숭선군과는 동명이인이다.

## 생애
아버지는 세조의 서자 덕원군이고, 어머니는 창녕군부인 창녕성씨로 성귀성의 딸이다.
정암 조광조(淨庵趙光祖)와 도의지교(道義之交)로 가까이 하다가, 기묘사화(己卯士禍)에 연루되어 울산에 유배된지 15년(十五年)만에 풀려났다. 그 뒤 사후 승헌대부 숭선군(承憲大夫嵩善君)에 증직되었다. 후일 그의 4대손 이만근(李萬根)이 여덟번 상소하여 왕(王)이 문헌(文憲)이란 시호(諡號)가 추증되었다. 묘는 경기도 파주시 법원읍 직천리 산97-17호(京畿道坡州市法院邑直川里山九十七의十七號), 어머님 창녕군부인 창녕성씨(昌寧郡夫人昌寧成氏)墓 계하 건좌(乾坐)에 안장되었다.

## 가족 관계
- 조부 : 조선 세조
- 조모:  근빈 박씨
  - 숙부 : 창원군
  - 아버지 : 덕원군
  - 어머니 : 창녕군부인 창녕 성씨(昌寧郡夫人 昌寧 成氏, 1453 ~ 1515) - 성귀성의 딸 
    - 부인 : 진주 강씨 - 반성위(班城尉) 강자순(姜子順)의 딸
      - 장녀 : 전주 이씨(1442 ~ ?)
      - 사위 : 청풍 김씨 참봉(參奉) 김덕순(金德純)
      - 장남 : 연창군 이학수(延昌君 李鶴壽, 1449 ~ ?)
      - 며느리 : 고성 이씨 - 승사랑(承仕郞) 이예손(李禮孫)의 딸 
        - 손자 : 원성도정 이수(原城都正 李綏, 1467 ~ ?)
        - 손녀 : 이숙정(李淑貞, 1471 ~ ?)
        - 손자 : 청성도정 이계(淸城都正 李繼, 1474 ~ ?)
        - 손자 : 화성령 이적(花城令 李績, 1475 ~ ?)
        - 손녀 : 이숙복(李淑福, 1476 ~ ?)

      - (첩)며느리 : 어분(於粉) - 양민 출신
        - 서손녀 : 이숙신(李淑愼, 1483 ~ ?)
        - 서손자 : 구성부령 이순(龜城副令 李純, 1485 ~ ?)
        - 서손녀 : 이숙정(李淑正, 1494 ~ ?)
        - 서손자 : 용성군 이강(龍城君 李絳, 1499 ~ ?)
        - 서손자 : 명성군 이작(明城君 李綽, 1462 ~ ?)

      - 차녀 : 이다복(李多福, 1450 ~ ?)
      - 사위 : 남양 홍씨 사직(司直) 홍수기(洪守紀)
        - 손자 : 홍간(洪簡, 1472 ~ ?)
        - 손자 : 홍책(洪策, 1473 ~ ?)
        - 손자 : 홍범(洪範, 1476 ~ ?)
        - 손녀 : 홍복개(洪福介, 1482 ~ ?)
        - 손자 : 홍잠(洪箴, 1485 ~ ?)
        - 손녀 : 홍예종(洪禮從, 1488 ~ ?)
        - 손자 : 홍록(洪籙, 1490 ~ ?)

      - 차남 : 연성부수 이미수(延城副守 李眉壽, 1451 ~ ?)
      - 며느리 : 장수 황씨 - 호군(護軍) 황순창(黃順昌)의 딸 
        - 손녀 : 전주 이씨(1477 ~ ?) - 평산 신씨 감찰(監察) 신경희(申景禧)의 처
        - 손자 : 풍원령 이경(豊原令 李經, 1483 ~ ?)

    - 첩 : 양이(養伊) - 노비 출신
      - 3녀(서녀) : 이학복(李鶴福, 1462 ~ ?)
      - 사위 : 진주 강씨 병절교위(秉節校尉) 강문주(姜文周)
        - 손녀 : 강순개(姜順介, 1487 ~ ?)
        - 손자 : 강사관(姜士寬, 1494 ~ ?)
        - 손자 : 강사직(姜士直, 1496 ~ ?)

      - 3남(서자) : 연광정 이영수(延光正 李永壽, 1471 ~ ?)
      - 며느리 : 순천 박씨 - 충의위(忠義衛) 박운(朴雲)의 딸 
        - 손녀 : 이예정(李禮貞, 1492 ~ ?)
        - 손녀 : 이의정(李義貞, 1493 ~ ?)
        - 손녀 : 이덕정(李德貞, 1495 ~ ?)
        - 손녀 : 이복정(李福貞, 1506 ~ ?)
        - 손자 : 이성정 이신(尼城正 李紳, 1511 ~ ?)

    - 첩 : 옥지(玉只) - 노비 출신
      - 4남(서자) : 연풍령 이의수(延豊令 李宜壽, 1468 ~ ?)
      - 며느리 : 류기(柳琦)의 딸 
        - 손녀 : 이천이(李千伊, 1484 ~ ?)
        - 손자 : 연성정 이강(蓮城正 李綱, 1489 ~ ?)

      - 5남(서자) : 연원부수 이억수(延原副守 李億壽, 1475 ~ ?)
      - 며느리 : 수원 최씨 - 승사랑(承仕郞) 최계손(崔戒孫)의 딸 
        - 손자 : 평성도정 이행(平城都正 李幸, 1494 ~ ?)
        - 손녀 : 이예(李禮, 1500 ~ ?)
        - 손녀 : 이예양(李禮讓, 1505 ~ ?)
        - 손녀 : 이예현(李禮賢, 1509 ~ ?)
        - 손자 : 홍성령 이치(洪城令 李緻, 1512 ~ ?)
        - 손자 : 월성령 이륜(月城令 李綸, 1514 ~ ?)

    - 첩 : 영덕(永德) - 노비 출신
      - 6남(서자) : 괴산정 이만수(槐山正 李萬壽, 1482 ~ ?)
      - 며느리 : 충의위(忠義衛) 서득정(徐得禎)의 딸
        - 손자 : 익성수 이충록(益城守 李忠祿, 1497 ~ ?)
        - 손녀 : 이인복(李仁福, 1501 ~ ?)
        - 손녀 : 이예복(李禮福, 1504 ~ ?)
        - 손자 : 광성정 이의복(廣城正 李義福, 1506 ~ ?)
        - 손녀 : 이성복(李誠福, 1509 ~ ?)
        - 손자 : 해성감 이성록(海城監 李誠祿, 1511 ~ ?)

    - 첩 : 윤월(論月) - 노비 출신
      - 4녀(서녀) : 이숙흥(李夙興, 1482 ~ ?)
      - 사위 : 고성 이씨 충의위(忠義衛) 이잠(李潛)
        - 손녀 : 이이례(李二禮, 1510 ~ ?)
        - 손자 : 이준(李俊, 1511 ~ ?)
        - 손녀 : 이말질녀(李末叱女, 1520 ~ ?)

## 기타
숭선군의 장자인 연창군(延昌君)은 세칭이학군자(世稱理學君子)라 하였으며 연창군의 여섯째아들 명성군(明城君)은 충성심이 남달라 임진왜란때 재종호성군(再從湖城君) 흥원군(興原君) 춘원정(春原正)과 더불어 동맹하여 종묘사직을 수호하고자 의병을 일으켜 평양성을 탈환하고 1593년 선조대왕환궁(宣祖大王還宮)하실 때 호종(扈從)하는등 公을 세워 1605년 선무원종공신일등(宣武原從功臣一等)에 책훈되었다.

## 같이 보기
- 기묘사화
- 조광조